# Яковлев, Алексей Анатольевич
Алексе́й Анато́льевич Я́ковлев (11 января 1940, Ленинград — 3 февраля 2010, Санкт-Петербург) — советский и российский актёр театра и кино, драматург.

## Биография
Окончил актёрский факультет ЛГИТМиК (1962). В 1962—1972 актёр ТЮЗа им. Брянцева, Академического драматического театра имени В. Ф. Комиссаржевской, Театра комедии имени Акимова.
Первую пьесу — «Шхуна, которую нужно увидеть самому» — написал в 1964 году под псевдонимом А. А. Анатольев (поставлена в Ленинградском ТЮЗе, в ней одну из своих первых ролей сыграл Г. Тараторкин).
Снимался в кино. В конце 1970-х оставил актёрскую карьеру и целиком посвятил себя драматургии. Спектакли по его пьесам шли во многих городах СССР и России.
- Пьеса «Принц и нищий» по одноимённому роману М. Твена была поставлена в 1977 году режиссёром Геннадием Егоровым в Куйбышевском ТЮЗе[2].
- Пьеса «Островитянин» была поставлена в 1982 году режиссёром Г. Егоровым в БДТ им. М.Горького[3][4][5].
- В 1985 г. на либретто А. Яковлева был поставлен рок-мюзикл «Овод» в Ленинградском государственном театре им. Ленинского комсомола с Михаилом Боярским в роли Ривареса, режиссёр Геннадий Егоров[6][7].

- Пьеса «Версия Англетер» о последних днях жизни Сергея Есенина была поставлена во МХАТе им. М.Горького в 1995 году.
- Комедия «Уличный охотник» была поставлена во МХАТе им. М.Горького, премьера 2009 год[8].
- Пьеса «Я люблю тебя, эскадрилья!», написанная в соавторстве с Вячеславом Вербиным по мотивам кинофильма «Небесный тихоход», была поставлена в нескольких театрах[9][10].

3 февраля 2010 года Алексей Яковлев умер от остановки сердца.

## Фильмография

### Актёр
- 1963 — Кюхля (телеспектакль) / Каховский — реж. А. Белинский
- 1968 — Гроза над Белой / Андрей Карпов — реж. Е. Немченко, С. Чаплин
- 1969 — Развязка / Игорь Краснюков — реж. Н. Розанцев
- 1971 — И был вечер, и было утро… / матрос — реж. А. Салтыков
- 1973 — Чтобы быть счастливым! / Володя Биндо — реж. Л. Цуцульковский
- 1977 — Транссибирский экспресс — реж. Э. Уразбаев
- 1978 — Квартет Гварнери — реж. В. Костроменко

### Сценарист
- 1966 — Чёрт с портфелем (совм. с Э. Бурановой, В. Катиновым)